# 4643 Cisneros
4643 Cisneros eller 1990 QD6 är en asteroid i huvudbältet som upptäcktes den 23 augusti 1990 av den amerikanske astronomen Henry E. Holt vid Palomarobservatoriet. Den är uppkallad efter Ernest Cisneros.
Asteroiden har en diameter på ungefär 5 kilometer och den tillhör asteroidgruppen Euterpe.